# Gračina
Gračina falu Horvátországban Kapronca-Kőrös megyében. Közigazgatásilag Kőröshöz tartozik.

## Fekvése
Kőröstől 6 km-re délre fekszik.

## Története
1857-ben 142, 1910-ben 189 lakosa volt. Trianonig Belovár-Kőrös vármegye Körösi járásához tartozott. 2001-ben 218 lakosa volt.

## Külső hivatkozások
Körös város hivatalos oldala